# Таргын-нама
Таргын-нама — в мифологии алтайцев один из первых людей, сотворенных Ульгенем, из ребер которого он создал ему жену и назвал её Мунтюшайди.
Эта супружеская пара была изгнана из Аруун-сюдюн (место, где жили первые люди, где хранились души умерших до общего суда) и проклята Майдере за то, что жена отведала плод под именем уюнгаш (ягода жены) с дерева, выращенного Эрликом специально с целью совратить людей. Майдере проклял человека и предрек ему, что все дела у него будут трудными, дети, которые пойдут от него будут ворами, плутами, мошенниками, на него нападут всевозможные болезни, и вся жизнь ему будет не в радость. Жене его он также предрек разные болезни и особенно сильные боли при деторождении.
Изгнав людей, Ульгень, тем не менее, показал им все травы и плоды, пригодные к употреблению в пищу. Но те запасы, которые человек приготовил к зиме, стали истреблять животные, и тогда Таргын-нама стал прогонять их палкой.
Обиженные животные пожаловались Ульгеню, который собрал суд, чтобы рассудить животных и человека.
Он приказал каждому есть то, что ему положено, а человеку повелел убивать животных, есть их мясо и одеваться в звериные шкуры. После этого суда животные отдалились от человека и стали относиться к нему с боязнью.